# 小松宮彰仁親王
小松宮彰仁親王（こまつのみや あきひとしんのう、1846年2月11日〈弘化3年1月16日〉- 1903年〈明治36年〉2月18日）は、日本の皇族、陸軍軍人。官位は元帥陸軍大将大勲位功二級。伏見宮邦家親王第8王子である。妃は、旧・久留米藩主有馬頼咸の長女頼子。明治維新時には三職のうち議定となり仁和寺宮嘉彰親王と名乗っていた。

## 経歴

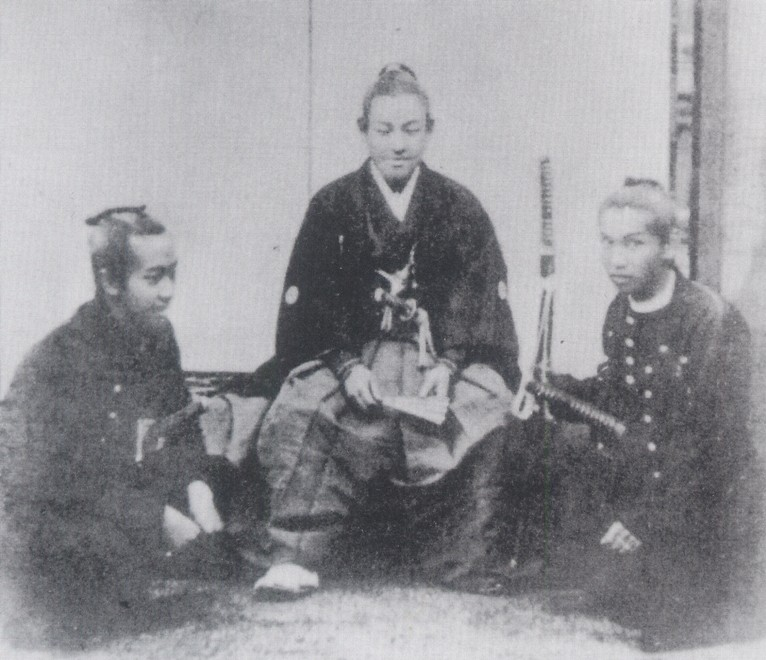
幕末期。仁和寺宮嘉彰時代の写真(中央の人物)

安政5年（1858年）、仁孝天皇の猶子となり、親王宣下を受け純仁親王を号し、仁和寺第三十世の門跡に就任した。
慶応3年（1867年）、還俗を命ぜられ仁和寺宮嘉彰親王（にんなじのみや よしあきしんのう）と名乗る。明治維新にあっては議定、軍事総裁に任じられ、戊辰戦争では奥羽征討総督として官軍の指揮を執った。1870年（明治3年）に宮号を東伏見宮に改める。1874年（明治7年）に勃発した佐賀の乱においては征討総督として、また、1877年（明治10年）の西南戦争にも旅団長として出征し乱の鎮定に当たった。
1881年（明治14年）に維新以来の功労を顕彰され、家格を世襲親王家に改められる。翌1882年（明治15年）に、宮号を仁和寺の寺域の旧名小松郷に因んで小松宮に改称した。親王はヨーロッパの君主国の例にならって、皇族が率先して軍務につくことを奨励し、自らも率先垂範（）した。
1890年（明治23年）、陸軍大将に昇進し、近衛師団長、参謀総長を歴任。日清戦争では征清大総督に任じられ旅順に出征した。有栖川宮熾仁参謀総長が戦争中に病死するとその後任として参謀総長を務めた。1898年（明治31年）に元帥府に列せられる。
国際親善にも力を入れ、1886年（明治19年）にイギリス、フランス、ドイツ、ロシア等ヨーロッパ各国を歴訪した。その際、1887年（明治20年）にはオスマン帝国の首都コンスタンティニエ（イスタンブール）に立ち寄り、同国の帝室（オスマン家）との交流のきっかけとなった。この答礼として1890年（明治23年）に日本へ派遣されたオスマン帝国海軍のエルトゥールル号がその帰途に和歌山県沖で沈没した（エルトゥールル号遭難事件）。また、1902年（明治35年）、イギリス国王エドワード7世の戴冠式に明治天皇の名代（）として臨席した。
社会事業では、日本赤十字社、大日本水産会、大日本山林会、大日本武徳会、高野山興隆会などの各種団体の総裁を務め、皇族の公務の原型を作る一翼を担った。また、1896年（明治29年）には井上円了の哲学館（のちの東洋大学）に「護国愛理」の扁額を下賜している。また、川上村の金剛寺に後南朝の皇族・自天王の碑を建てた。大覚寺統の皇族が持明院統の皇族によって憐れまれたのはこれが初めてであった。

## 年譜
- 弘化3年（1846年）：降誕

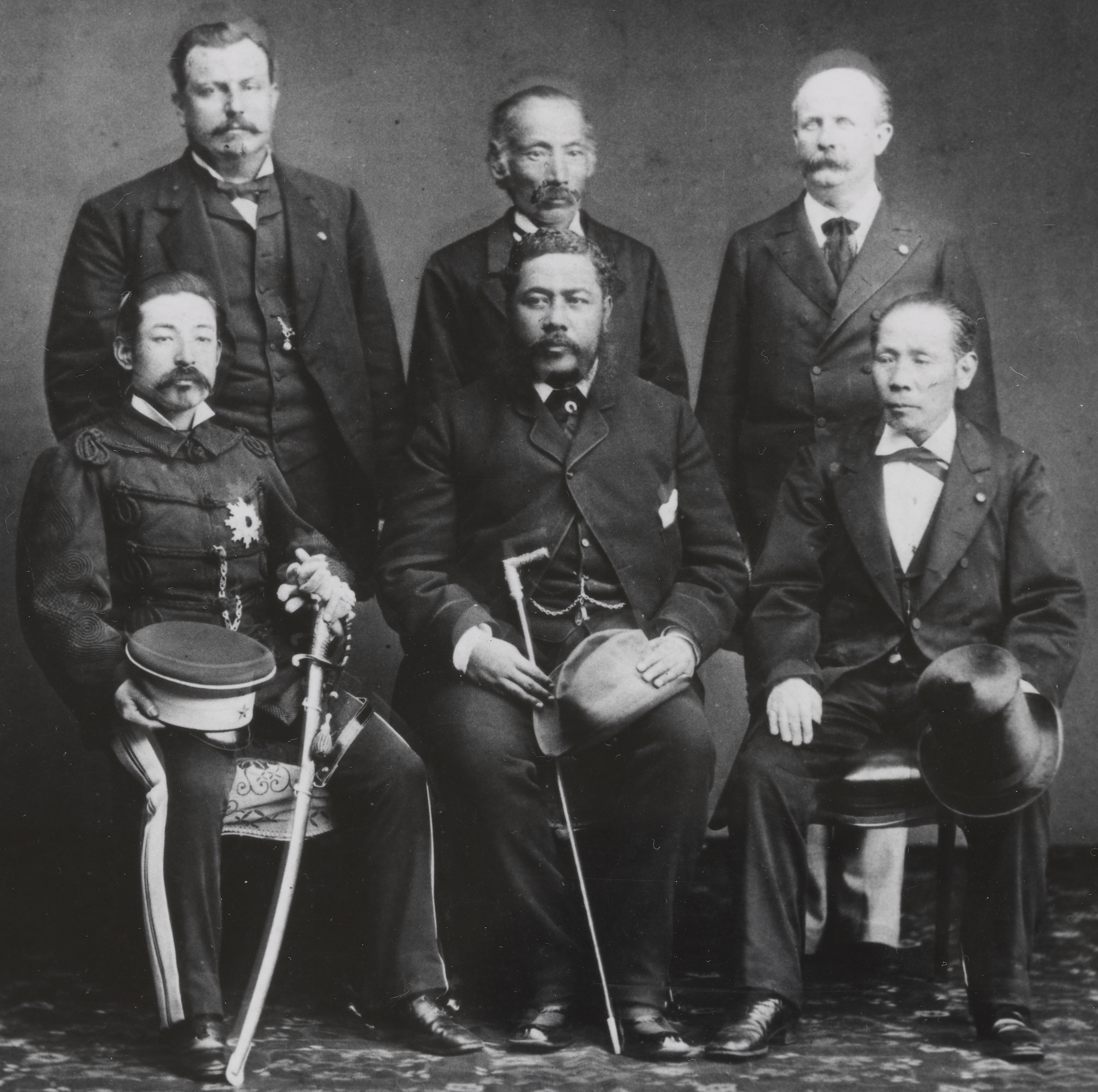
小松宮彰仁親王（前列左）。1881年、ハワイ王国のカラカウア国王（前列中央）来日時の写真。

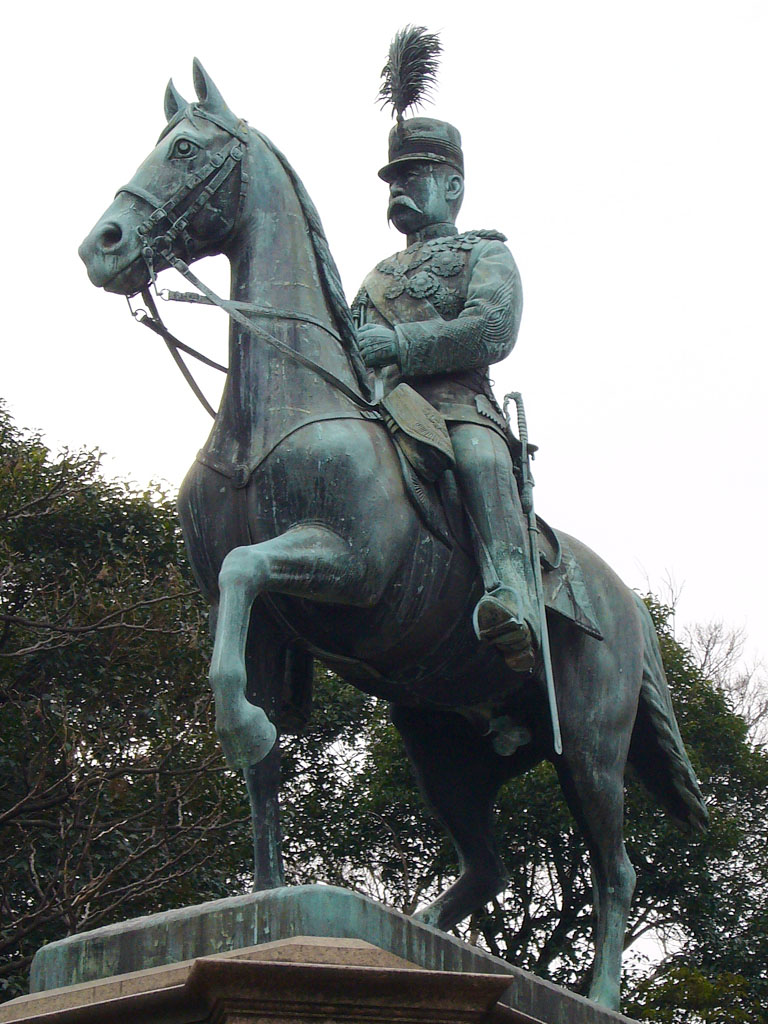
上野恩賜公園にある小松宮像。日本赤十字社設立25周年（1902年）記念として建立が計画され、大熊氏廣が製作し1912年3月18日除幕。

- 安政5年（1858年）：親王宣下・嘉彰親王。入寺得度・純仁と号す
- 慶応3年（1867年）：王政復古・復飾を命じられる
- 1868年（明治元年）：軍事総裁、海陸軍務総督、軍防事務局督、軍務官知事、会津征討越後口総督
- 1869年（明治2年）：兵部卿、辞職
- 1870年（明治3年）：宮号を東伏見宮に改める。イギリス留学、議定
- 1873年（明治6年）：帰国、陸軍少尉
- 1874年（明治7年）：佐賀の乱。佐賀征討総督。9月、陸軍少将
- 1875年（明治8年）：勲一等旭日大綬章
- 1876年（明治9年）：陸軍戸山学校長、兼議定官
- 1877年（明治10年）：東京鎮台司令長官、新撰旅団司令長官
- 1878年（明治11年）：東部検閲使
- 1880年（明治13年）：陸軍中将・近衛都督
- 1882年（明治15年）：宮号を小松宮と改める。大勲位菊花大綬章
- 1886年（明治19年）：欧州差遣
- 1887年（明治20年）：帰国・近衛都督
- 1890年（明治23年）：2月 貴族院皇族議員[5] 6月 陸軍大将
- 1891年（明治24年）：近衛師団長[6]
- 1893年（明治26年）：兼議定官
- 1895年（明治28年）：参謀総長、日清戦争征清大総督、大勲位菊花章頸飾
- 1898年（明治31年）：元帥・日清戦争征清大総督辞職
- 1902年（明治35年）：英国国王戴冠式差遣
- 1903年（明治36年）：薨去、国葬

## 栄典
階級
- 1898年（明治31年）1月20日 - 元帥[7]

勲章等
| 受章年                     | 略綬 | 勲章名                   | 備考 |
| -------------------------- | ---- | ------------------------ | ---- |
| 1875年（明治8年）12月31日  |      | 勲一等旭日大綬章         |      |
| 1882年（明治15年）12月7日  |      | 大勲位菊花大綬章         |      |
| 1889年（明治22年）11月29日 |      | 大日本帝国憲法発布記念章 |      |
| 1890年（明治23年）5月22日  |      | 日本赤十字社名誉社員章   |      |
| 1895年（明治28年）8月5日   |      | 菊花章頸飾               |      |
| 1895年（明治28年）8月5日   |      | 功二級金鵄勲章           |      |

外国勲章佩用允許
| 受章年                     | 国籍                             | 略綬 | 勲章名                 | 備考 |
| -------------------------- | -------------------------------- | ---- | ---------------------- | ---- |
| 1885年（明治18年）11月12日 | スウェーデン＝ノルウェー連合王国 |      | サントラーウ第一等勲章 |      |

## 血縁
- 父：伏見宮邦家親王
- 母：同妃鷹司景子
- 生母：同女房の堀内信子
  - 兄弟（姉妹は省略）：晃親王、嘉言親王、譲仁親王、朝彦親王、男子、貞教親王、男子、彰仁親王、能久親王、男子、男子、博経親王、智成親王、貞愛親王、清棲家教、載仁親王、依仁親王
- 妻：有馬頼子
  - 子：（養子）依仁親王

## 小松宮家

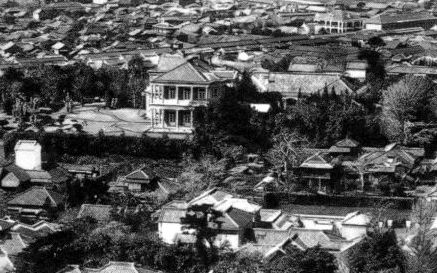
小松宮邸（駿河台）

1881年（明治14年）、彰仁親王は永世皇族となる。もともとは一代限りの皇族であった。1885年（明治18年）12月、子どものいなかった彰仁親王は、伏見宮邦家親王の第17王子依仁親王（当時の名前は定麿王）を養子に迎えた。しかし、しだいに依仁親王を排除し、北白川宮能久親王の第4王子輝久王を後継者にしようと考えるようになった。1902年（明治35年）4月、宮内大臣の田中光顕に臣籍降下し、輝久王を養子に迎えることを願う。田中が難色を示すと、彰仁親王本人が臣籍降下を断念する代わりに輝久王を臣籍降下させて侯爵として、財産を相続させて、依仁親王を別家させることを願った。その結果、1903年（明治36年）1月、依仁親王との養子縁組は解消されて、依仁親王は東伏見宮家を創設した。ただし、輝久王の臣籍降下は認められなかった。1903年（明治36年）2月、彰仁親王は薨去、頼子妃らは輝久王の小松宮家相続を願ったものの、認められなかった。そのため、小松宮は一代で絶家することになった。しかし、1910年（明治43年）7月20日、輝久王は臣籍降下し、小松輝久侯爵と名乗り、小松宮の祭祀を継承した。

## 登場作品
NHK大河ドラマ
- 花神（1977年） - 演：森忠久
- 八重の桜（2013年） - 演：西海健二郎
- 花燃ゆ（2015年） - 演：渡邊綾人